# Szarni
Szarni (ukrán Сáрни, orosz és fehérorosz Сáрны, lengyel Sarny) város Nyugat-Ukrajnában, a Rivnei területen. Szarni rajon közigazgatási központja. Jelentős vasúti csomópont a Szlucs folyó mentén. Nevének jelentése szarvasok. Becsült lélekszáma 28604 (2011). 

## Fordítás
Ez a szócikk részben vagy egészben  a   Sarny című angol Wikipédia-szócikk ezen változatának fordításán alapul.  Az eredeti cikk szerkesztőit annak laptörténete sorolja fel. Ez a jelzés csupán a megfogalmazás eredetét és a szerzői jogokat jelzi, nem szolgál a cikkben szereplő információk forrásmegjelöléseként.